# Made in Germany 1995–2011 (tournée)
Tournées par Rammstein
LIFAD Tour
(2009-2011) Rammstein Tour
(2016)
Made in Germany 1995–2011 est une tournée du groupe allemand de metal industriel Rammstein, qui débute le 6 novembre 2011 à Bratislava en Slovaquie et se termine le 1er août 2013 au Wacken Open Air en Allemagne.
Cette tournée promeut l'album de compilations éponyme et se déroule en plusieurs parties : 47 dates en Europe fin 2011, début 2012, puis 21 en Amérique du Nord en 2012 avant un retour en Europe pour 31 dates en 2013, notamment lors de festivals estivaux.

## Setlist
1. Sonne
2. Wollt ihr das Bett in Flammen sehen?
3. Keine Lust
4. Sehnsucht
5. Asche zu Asche
6. Feuer frei!
7. Mutter
8. Mein Teil
9. Du riechst so gut
10. Links 2 3 4
11. Du hast
12. Haifisch
13. Bück dich (en)
14. Mann gegen Mann
15. Ohne dich
16. Mein Herz brennt
17. Amerika
18. Ich will
19. Engel
20. Pussy

## Dates
| Date                                | Ville                 | Pays        | Lieu                             |
| ----------------------------------- | --------------------- | ----------- | -------------------------------- |
| Première partie : Europe            |                       |             |                                  |
| 6 novembre 2011                     | Bratislava            | Slovaquie   | Zimný štadión Ondreja Nepelu     |
| 8 novembre 2011                     | Zagreb                | Croatie     | Arena Zagreb                     |
| 10 novembre 2011                    | Budapest              | Hongrie     | Papp László Sportaréna           |
| 12 novembre 2011                    | Prague                | Tchéquie    | O2 Arena                         |
| 14 novembre 2011                    | Gdańsk                | Pologne     | Ergo Arena                       |
| 15 novembre 2011                    | Gdańsk                | Pologne     | Ergo Arena                       |
| 17 novembre 2011                    | Leipzig               | Allemagne   | Arena Leipzig                    |
| 18 novembre 2011                    | Leipzig               | Allemagne   | Arena Leipzig                    |
| 21 novembre 2011                    | Friedrichshafen       | Allemagne   | Rothaus Hall                     |
| 22 novembre 2011                    | Munich                | Allemagne   | Olympiahalle                     |
| 23 novembre 2011                    | Vienne                | Autriche    | Wiener Stadthalle                |
| 25 novembre 2011                    | Berlin                | Allemagne   | O2 World                         |
| 26 novembre 2011                    | Berlin                | Allemagne   | O2 World                         |
| 28 novembre 2011                    | Hambourg              | Allemagne   | O2 World                         |
| 29 novembre 2011                    | Brême                 | Allemagne   | Bremen Arena                     |
| 1er décembre 2011                   | Strasbourg            | France      | Zénith Strasbourg Europe         |
| 2 décembre 2011                     | Esch-sur-Alzette      | Luxembourg  | Rockhal                          |
| 4 décembre 2011                     | Düsseldorf            | Allemagne   | ISS Dome                         |
| 5 décembre 2011                     | Düsseldorf            | Allemagne   | ISS Dome                         |
| 6 décembre 2011                     | Düsseldorf            | Allemagne   | ISS Dome                         |
| 8 décembre 2011                     | Francfort-sur-le-Main | Allemagne   | Festhalle                        |
| 9 décembre 2011                     | Francfort-sur-le-Main | Allemagne   | Festhalle                        |
| 10 décembre 2011                    | Stuttgart             | Allemagne   | Hanns-Martin-Schleyer-Halle      |
| 12 décembre 2011                    | Zurich                | Suisse      | Hallenstadion                    |
| 14 décembre 2011                    | Berlin                | Allemagne   | O2 World                         |
| 15 décembre 2011                    | Berlin                | Allemagne   | O2 World                         |
| Deuxième partie : Europe            |                       |             |                                  |
| 3 février 2012                      | Hanovre               | Allemagne   | TUI Arena                        |
| 6 février 2012                      | Kaunas                | Lituanie    | Žalgirio Arena                   |
| 7 février 2012                      | Riga                  | Lettonie    | Riga Arena                       |
| 10 février 2012                     | Moscou                | Russie      | Olimpiisky Indoor Arena          |
| 11 février 2012                     | Moscou                | Russie      | Olimpiisky Indoor Arena          |
| 13 février 2012                     | Saint-Pétersbourg     | Russie      | CKK Arena                        |
| 15 février 2012                     | Helsinki              | Finlande    | Hartwall Arena                   |
| 17 février 2012                     | Stockholm             | Suède       | Ericsson Globe                   |
| 19 février 2012                     | Oslo                  | Norvège     | Vallhall Arena                   |
| 21 février 2012                     | Copenhague            | Danemark    | Forum Copenhagen                 |
| 22 février 2012                     | Herning               | Danemark    | Jyske Bank Boxen                 |
| 24 février 2012                     | Londres               | Royaume-Uni | O2 Arena                         |
| 25 février 2012                     | Birmingham            | Royaume-Uni | Resorts World Arena              |
| 27 février 2012                     | Dublin                | Irlande     | The O2                           |
| 29 février 2012                     | Newcastle             | Royaume-Uni | Utilita Arena (en)               |
| 1er mars 2012                       | Manchester            | Royaume-Uni | Manchester Arena                 |
| 2 mars 2012                         | Nottingham            | Royaume-Uni | Motorpoint Arena Nottingham (en) |
| 4 mars 2012                         | Rotterdam             | Pays-Bas    | Ahoy                             |
| 6 mars 2012                         | Paris                 | France      | POPB                             |
| 7 mars 2012                         | Paris                 | France      | POPB                             |
| 8 mars 2012                         | Anvers                | Belgique    | Palais des sports                |
| Troisième partie : Amérique du Nord |                       |             |                                  |
| 20 avril 2012                       | Sunrise               | États-Unis  | BankAtlantic Center              |
| 21 avril 2012                       | Tampa                 | États-Unis  | Tampa Bay Times Forum            |
| 23 avril 2012                       | Atlanta               | États-Unis  | Philips Arena                    |
| 25 avril 2012                       | Baltimore             | États-Unis  | 1st Mariner Arena                |
| 26 avril 2012                       | Philadelphie          | États-Unis  | Wells Fargo Center               |
| 28 avril 2012                       | Uniondale             | États-Unis  | Nassau Coliseum                  |
| 29 avril 2012                       | Worcester             | États-Unis  | DCU Center                       |
| 1er mai 2012                        | Montréal              | Canada      | Centre Bell                      |
| 3 mai 2012                          | Cleveland             | États-Unis  | Quicken Loans Arena              |
| 4 mai 2012                          | Rosemont              | États-Unis  | Allstate Arena                   |
| 6 mai 2012                          | Auburn Hills          | États-Unis  | The Palace of Auburn Hills       |
| 8 mai 2012                          | Minneapolis           | États-Unis  | Target Center                    |
| 10 mai 2012                         | Winnipeg              | Canada      | MTS Centre                       |
| 13 mai 2012                         | Vancouver             | Canada      | Rogers Arena                     |
| 14 mai 2012                         | Tacoma                | États-Unis  | Tacoma Dome                      |
| 17 mai 2012                         | Anaheim               | États-Unis  | Honda Center                     |
| 18 mai 2012                         | Glendale              | États-Unis  | Jobbing.com Arena                |
| 20 mai 2012                         | Denver                | États-Unis  | Denver Coliseum (en)             |
| 22 mai 2012                         | Dallas                | États-Unis  | American Airlines Center         |
| 24 mai 2012                         | San Antonio           | États-Unis  | AT&T Center                      |
| 25 mai 2012                         | Houston               | États-Unis  | Toyota Center                    |
| Quatrième partie : Europe           |                       |             |                                  |
| 14 avril 2013                       | Barcelone             | Espagne     | Palau Sant Jordi                 |
| 16 avril 2013                       | Lisbonne              | Portugal    | Altice Arena                     |
| 19 avril 2013                       | Bilbao                | Espagne     | Bizkaia Arena                    |
| 21 avril 2013                       | Madrid                | Espagne     | Palais des sports                |
| 23 avril 2013                       | Montpellier           | France      | Park&Suites Arena                |
| 24 avril 2013                       | Lyon                  | France      | Halle Tony-Garnier               |
| 26 avril 2013                       | Bologne               | Italie      | Unipol Arena                     |
| 28 avril 2013                       | Belgrade              | Serbie      | Kombank Arena                    |
| 30 avril 2013                       | Ljubljana             | Slovénie    | Arena Stožice                    |
| 4 mai 2013                          | Wolfsburg             | Allemagne   | Movimentos-Festival              |
| 5 mai 2013                          | Wolfsburg             | Allemagne   | Movimentos-Festival              |
| 24 mai 2013                         | Berlin                | Allemagne   | Parc public Wuhlheide            |
| 25 mai 2013                         | Berlin                | Allemagne   | Parc public Wuhlheide            |
| 1er juin 2013                       | Nimègue               | Pays-Bas    | Goffertpark (en)                 |
| 4 juin 2013                         | Varsovie              | Pologne     | Impact Festival                  |
| 8 juin 2013                         | Samara                | Russie      | Rock on Volga                    |
| 13 juin 2013                        | Interlaken            | Suisse      | Greenfield Festival              |
| 14 juin 2013                        | Nickelsdorf           | Autriche    | Nova Rock Festival               |
| 16 juin 2013                        | Donington Park        | Royaume-Uni | Download Festival                |
| 21 juin 2013                        | Scheeßel              | Allemagne   | Hurricane Festival               |
| 23 juin 2013                        | Neuhausen ob Eck      | Allemagne   | Southside Festival               |
| 27 juin 2013                        | Norrköping            | Suède       | Bråvalla Festival (en)           |
| 29 juin 2013                        | Helsinki              | Finlande    | Plage d'Hietaniemi               |
| 6 juillet 2013                      | Werchter              | Belgique    | Rock Werchter                    |
| 7 juillet 2013                      | Nancy                 | France      | Zénith                           |
| 9 juillet 2013                      | Rome                  | Italie      | Rock in Rome Arena               |
| 11 juillet 2013                     | Udine                 | Italie      | Villa Manin                      |
| 18 juillet 2013                     | Carhaix-Plouguer      | France      | Festival des Vieilles Charrues   |
| 26 juillet 2013                     | Sofia                 | Bulgarie    | Stade national Vassil-Levski     |
| 28 juillet 2013                     | Bucarest              | Roumanie    | Romexpo (en)                     |
| 1er août 2013                       | Wacken                | Allemagne   | Wacken Open Air                  |